# Serono
Serono SA (раніше Ares-Serono AG) була третьою за величиною біотехнологічною компанією у світі, базувалася в Женеві , Швейцарія.
Компанія була заснована Чезаре Сероно як Фармакологічний інститут Сероно в 1906 році в Італії. Ключовим кроком у його розвитку було відкриття методом вилучення сечових гонадотропінів доктором П'єро Доніні. Serono була зареєстрована в 1987 році, а холдингова компанія Ares-Serono S.A. змінила свою назву на Serono S.A. у травні 2000 року. У 2006 році компанію придбала німецька фармацевтична компанія Merck.
Serono розробляє та продає фармацевтичні препарати в галузі репродуктивного здоров'я, розсіяного склерозу, росту та обміну речовин та дерматології.
Вісім біотехнологічних продуктів доступнідля лікування рецидивуючих форм розсіяного склерозу, безпліддя, середнього та важкого псоріазу, а також ВІЛ-асоційованих захворювань та дефіциту росту.
Компанія також проводить дослідження в галузі онкології та аутоімунних захворювань. Завдяки придбанню в 1997 році GBRI від GlaxoWelcome, ставши його заснованим в Женеві науково-дослідним інститутом під назвою SPRI, та виділенням прогностичної медицини Manteia, Serono також сприяв появі нині комерційної провідної масивної технології паралельного секвенування.

## Продаж Merck KGaA
У вересні 2006 р.Merck KGaA купили 36 % акцій Serono за 13,3 млрд доларів; Merck KGaA заплатили 1100 швейцарських франків за кожну акцію. Нова компанія, яка об'єднує Serono з відділом етики Merck, називається Merck Serono. Штаб-квартира знаходиться у Женеві, в межах нових об'єктів Serono. Американський підрозділ поблизу Бостона перейменований на EMD Serono через проблеми із товарними знаками з Merck & Co./MSD. Процес злиття розпочався в січні 2007 року після завершення різних перевірок та етапів регулювання бізнесу. До цього часу Serono та Merck KGaA діяли як окремі організації. Нова об'єднана організація Merck Serono є великою біотехнологічною компанією. У 2011 році було прийнято рішення закрити штаб-квартиру в Женеві та перенести штаб-квартиру в Дармштадт, Німеччина, що призвело до втрати робочих місць для більшості працівників Женеви.

## Поширення
Представництва Serono є у 44 країнах, виробничі потужності — у восьми країнах, а продажі — у понад 90 країнах. Основні виробничі ділянки знаходяться в Швейцарії, Італії, Іспанії та Франції; виробництво в Ізраїлі закрили в 2004 році через його застарілість. Науково-дослідні установи знаходяться у Женеві, Швейцарія, Бостоні, США та Івреї, Італія. У 2005 році у Serono працювало понад 4750 людей, а світовий дохід становив 2 586,4 млн доларів США. На кінець 2005 року ця компанія мала на ринку вісім біотехнологічних продуктів та понад 25 поточних проектів доклінічного та клінічного розвитку. У 2006 році штаб-квартира Serono та дослідницька площадка у Женеві переїхали у нове містечко (Horizon Secheron) у центрі Женеви. Цей об'єкт і штаб-квартира були закриті компанією Merck KGaA в 2013 році. Будівлю було продано сім'ї Бертереллі.

## Позов
У 2005 році Сероно погодився з Міністерством юстиції США на суму 704 мільйони доларів для вирішення цивільних та кримінальних звинувачень у тому, що компанія займається шахрайською схемою просування препарату Серостім для нелегальних цілей та виплачує незаконні відкази за призначення препарату з порушенням Закону про неправдиві вимоги. На сьогодні це є дев'ятим за величиною відшкодуванням від фармацевтичної компанії в історії США.

## Підтримка пацієнток з безпліддям
Serono створило портал Fertility LifeLines як безкоштовне та конфіденційне джерело інформації для пацієнток з безпліддям.